# 2015 BG568
2015 BG568 est un objet transneptunien faisant partie des objets épars, il fait environ 200 km de diamètre.